# Vittorio Giovanelli (generale)
Vittorio Giovanelli (Torino, 16 settembre 1882 – Roma, 14 giugno 1966) è stato un generale italiano distintosi nel corso della seconda guerra mondiale durante la battaglia delle Alpi Occidentali, nell'invasione della Jugoslavia e nella campagna di Russia al comando della 9ª Divisione fanteria "Pasubio". Insignito della Croce di Cavaliere dell'ordine militare di Savoia, fu anche comandante della Scuola militare Nunziatella.

## Biografia
Nacque a Torino nel 1882, figlio di Emanuele e di Maria Fossati Rayneri, e conseguì la maturità classica nel 1901. Arruolatosi nel Regio Esercito, come soldato semplice entrò come allievo nell'Regia Accademia militare di Artiglieria e Genio di Torino nel 1902, da cui uscì con il grado di sottotenente, assegnato all'arma di artiglieria, il 5 settembre 1904. Superato il corso applicativo e promosso tenente,  fu assegnato al 5º Reggimento artiglieria da campagna a Venaria Reale e dal seguente 15 settembre 1910 trasferito presso l'Accademia di Torino, quale istruttore di equitazione.
Promosso capitano, il 14 gennaio 1915, venne assegnato al 23º Reggimento artiglieria da campagna di Acqui Terme, pur rimanendo presso la scuola di guerra, e dal 23 maggio 1915 trasferito al 48º Reggimento artiglieria da campagna di Asti, quale comandante di batteria e inviato sul fronte giulio. A luglio rimase ferito al ginocchio sinistro sul monte Jakob e per questo ottenne la medaglia di bronzo al valor militare. A seguito della ferita fu costretto ad lunga degenza presso l'ospedale civile di Treviso dal 10 ottobre 1915.
Rientrato in servizio il 1º novembre 1917, rimase effettivo presso il deposito del 23º Reggimento artiglieria da campagna di Acqui Terme, ma assegnato al Ministero delle armi e munizioni a Roma, dove divenne maggiore e ufficiale addetto, fuori quadro, all'ufficio munizioni e ricerche.
Nel dopoguerra, dal 23 febbraio 1919, fu assegnato alla direzione di artiglieria di Torino, quale vice direttore, e dal 7 marzo 1920 al servizio di Stato maggiore quale addetto all'ufficio riservato del comando divisione militare territoriale di Novara.
Promosso tenente colonnello venne trasferito all'11º Reggimento artiglieria da campagna di Alessandria e dal seguente 1º novembre destinato alla Regia Accademia di Torino, quale insegnante di arte militare ed impiego d'artiglieria.
Nel frattempo, promosso colonnello, il 18 marzo 1931, assunse il comando del 25º Reggimento artiglieria da campagna di Nola ed in seguito divenne capo ufficio del comando artiglieria del X Corpo d'armata di Napoli.
Dal 1º settembre 1935 divenne comandante del collegio militare di Napoli Nunziatella e quando fu promosso generale di brigata, il 31 ottobre 1937, divenne Ispettore del servizio chimico militare al ministero a Roma.
Dal 1º gennaio 1940 divenne generale di divisione e dal 10 giugno successivo, comandante della 9ª Divisione fanteria "Pasubio" a Verona. Con l'ingresso del Regno d'Italia nella seconda guerra mondiale, legò per oltre un biennio il suo nome alla divisione scaligera portandola presso le Alpi piemontesi, nel giugno 1940, in Jugoslavia in aprile/giugno 1941 ed in Ucraina dal 16 luglio seguente con il CSIR. Per questo servizio fu insignito della Croce di Ufficiale dell'ordine militare di Savoia e di due Croci di Ferro di prima e seconda classe tedesche.
Rientrato in Italia, il 16 settembre 1942, al compimento del 60º anno di età, rimase a disposizione del Ministero della guerra e dal 1º novembre transitò nella riserva.
Promosso generale di corpo d'armata il 17 maggio 1952, venne collocato in congedo assoluto il 16 settembre 1955. Si spense a Roma il 14 giugno 1966, all'età di 83 anni.